# ウィキペディア (小惑星)
ウィキペディア (274301 Wikipedia) とは、メインベルトにある小惑星の1つ。仮符号2008 QH24。2008年8月にアンドルシェフカ天文観測所が発見し、2013年1月にインターネット百科事典ウィキペディアにちなんで命名された。

## 発見
この小惑星はウクライナにあるアンドルシェフカ天文観測所の天文学者集団によって2008年8月25日22時47分(UTC)に発見された。次の夜にも観測され仮符号として2008 QH24が与えられた。その後同年9月6日にも同じアンドルシェフカのチームによって観測され、小惑星の軌道は正確に計算された。小惑星帯にある2008 QH24は過去にフランスのCaussols-ODASやアメリカ合衆国アリゾナ州のレモン山サーベイとスチュワード観測所が発見していた1997 RO4、2007 FK34と同一だった。2011年4月18日、この小惑星に番号274301が与えられた。構成物は不明だが、他のメインベルトの小惑星と同様岩石と鉱物の混合物である可能性が高い。

## 命名
小天体命名委員会はこの小惑星の名を「ウィキペディア」(Wikipedia)にすることを2013年1月27日に発行された小惑星回報82403号にて発表した。この命名はウクライナ語版ウィキペディアの委員であるアンドリー・マクーハが計画し、観測所所長のユリ・イヴァシェンコによる委員会で申し入れた名だった。